# Рое Алте (Белуно)
Рое Алте (итал. Roe Alte) је насеље у Италији у округу Белуно, региону Венето.
Према процени из 2011. у насељу је живело 990 становника. Насеље се налази на надморској висини од 379 м.